# Stubach (Mosel)
Der Stubach ist ein linker Zufluss der Mosel bei Igel und Langsur im Landkreis Trier-Saarburg in Rheinland-Pfalz.
Der Bach hat eine Länge von 3,362 Kilometern, ein Wassereinzugsgebiet von 2,894 Quadratkilometern und die Fließgewässerkennziffer 26332.
Er entspringt auf etwa 300 Meter über NN, fließt an Liersberg und an der Löwener Mühle sowie der Untersten Löwener Mühle vorbei, unterquert die Bundesstraße 49 und mündet auf etwa 150 Meter über NN in die Mosel.